# Juan Carlos Garay
Juan Carlos Garay (15 settembre 1968) è un ex calciatore ecuadoriano, di ruolo centrocampista.